# Redipuertas
Redipuertas es una localidad del municipio leonés de Valdelugueros, en la Comunidad Autónoma de Castilla y León. 
La iglesia está dedicada a los santos Justo y Pastor.

## Obra civil histórica
Pontón del Arroyo de Francamuerta. Al norte del pueblo de Redipuertas, siguiendo el periplo de la Calzada de Vegarada, aproximadamente en el PK 41,600 de la carretera convencional y con vistas a la Vega del Coruñón, de donde toma el nombre nuestro río Curueño, nos encontraremos con esta curiosa obra civil tan antigua como la mítica calzada de origen romano-medieval que salva este arroyo a pocos metros de su desagüe en el río Curueño. Aunque excesivamente restaurado en la intervención del año 2005 todavía se puede observar la calidad de su fábrica, ahora reducida a una soberbia bóveda de cañón a base de dovelas de gran tamaño y bien imbricadas que marcan la curvatura perfecta de la obra. Recientemente se ha construido un paso anejo a base de dos caños de hormigón para el tránsito de vehículos pero este viejo pontón sigue siendo útil para la caminería excursionista que quiere acceder a las fuentes del Curueño.

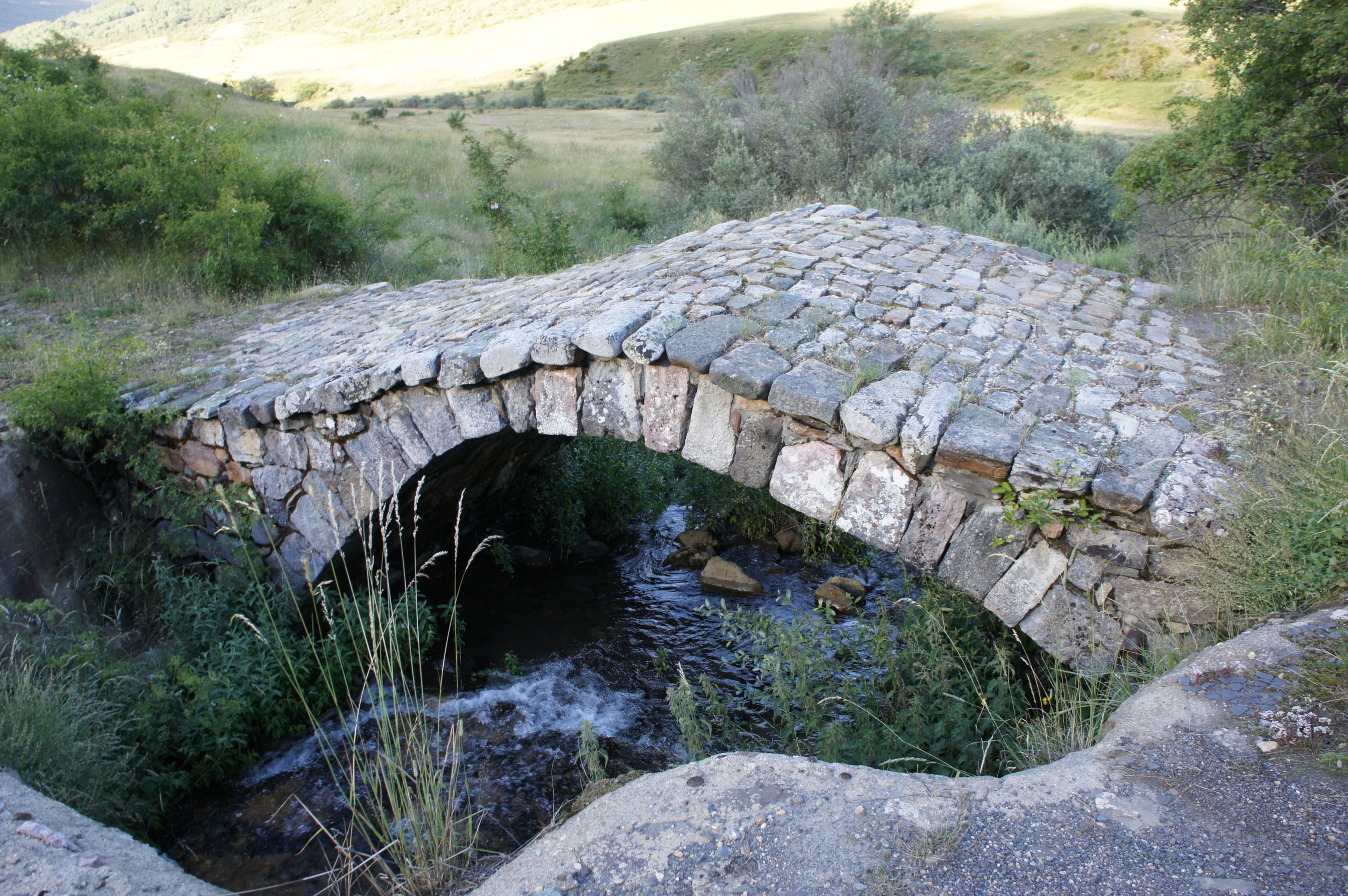
Pontón del Arroyo de Francamuerta. Redipuertas-LE (1)

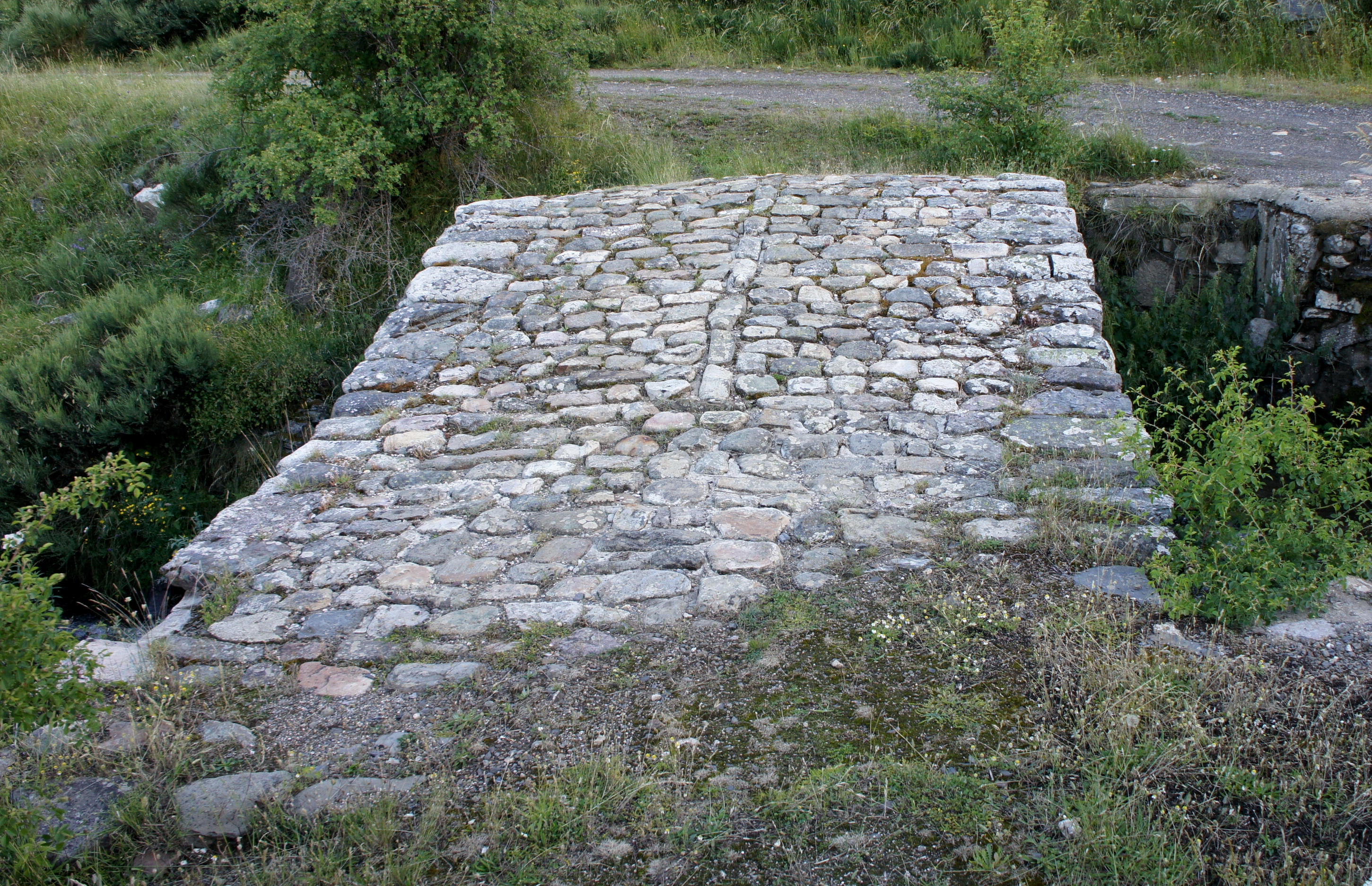
Pontón del Arroyo de Francamuerta. Redipuertas-LE (2)

Pontón Nuevo del Arroyo de Francamuerta. Ubicado al norte del anterior, camino del Puerto de Vegarada, se corresponde con la construcción de esta carretera decimonónica a finales del siglo XIX y principios del siglo XX. Es un soberbio puente en fábrica de mampostería de piedra caliza y sigue dando servicio a esta calzada convencional.

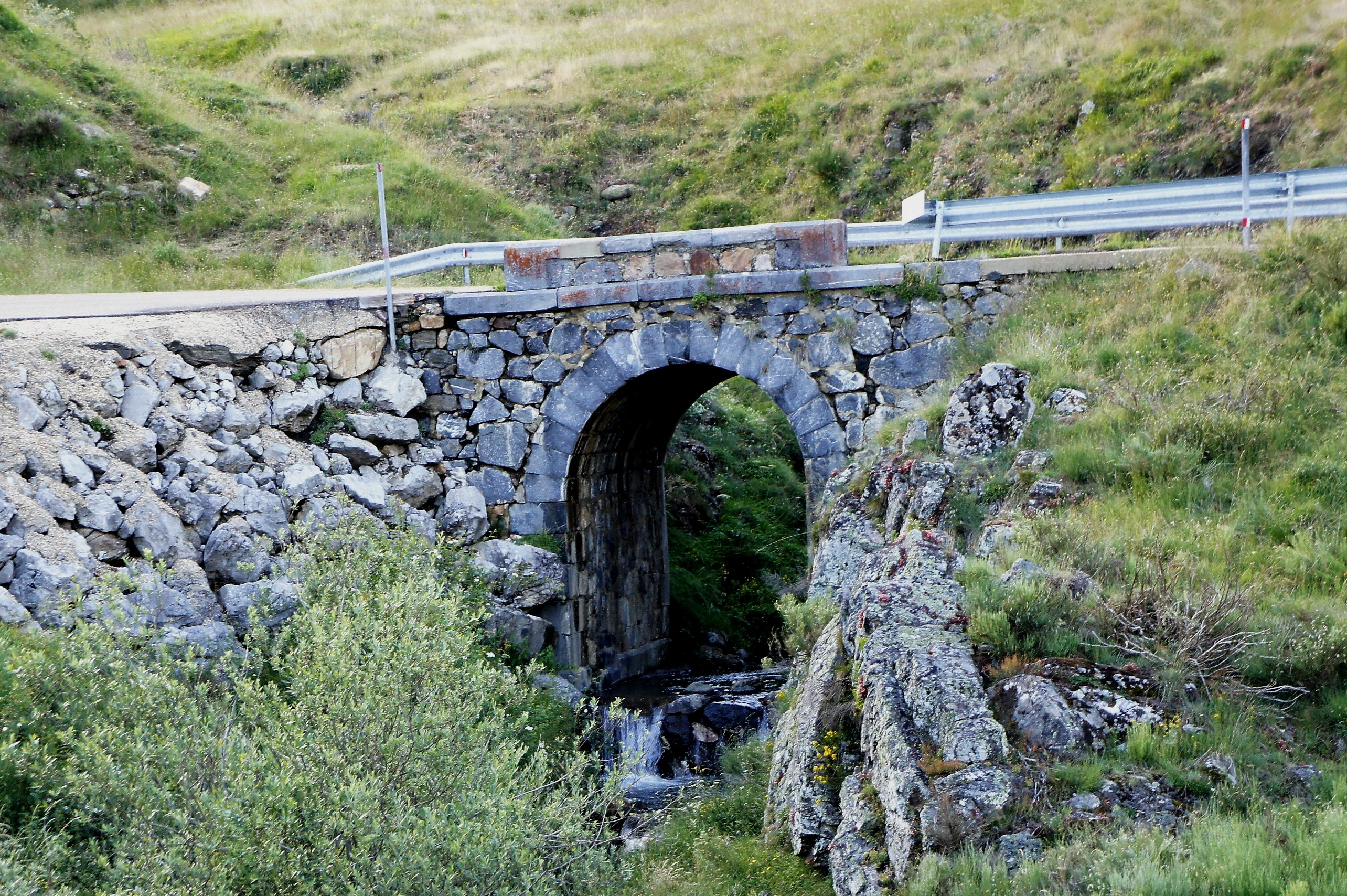
Pontón Nuevo sobre el Arroyo de Francamuerta.

## Localidades limítrofes
Confina con las siguientes localidades:
- Al sureste con Cerulleda.
- Al sur con Llamazares.
- Al suroeste con Redilluera y Canseco.

## Demografía
Evolución de la población
| Gráfica de evolución demográfica de Redipuertas entre 2000 y 2017  |
|                                                                    |
| Población de derecho (2000-2017) según el padrón municipal del INE |

## Historia
Así se describe a Redipuertas (que incluye a Cerulleda) en el tomo XIII del Diccionario geográfico-estadístico-histórico de España y sus posesiones de Ultramar, obra impulsada por Pascual Madoz a mediados del siglo XIX:

Lugar en la provincia y diócesis de León, partido judicial de Vecilla, audiencia territorial y capitanía general de Valladolid, ayuntamiento de Valdelugueros. Situado en el camino que dirige a Asturias por la venta de Vegarada; su clima es frío pero sano. Tiene 49 casas distribuidas en los barrios de Redipuertas y Cerulleda, que algunos consideran como lugar independientes entre sí; iglesia parroquial (San Justo y Pastor), servida por un cura de ingreso y libre colación; cementerio y buenas aguas potables. Confina con Asturias, Villaverde de Cuerna, Redilluera y Piornedo. El terreno es montuoso y de mala calidad, si bien abunda en pastos. Los caminos dirigen a los puntos limítrofes y a Asturias, según queda indicado. La correspondencia se recibe de la capital de partido. Producciones: centeno, cebada, alguna linaza y lino, legumbres y pastos; cría ganado vacuno, lanar, cabrío, de cerda y algo de caballar. Industria: telares de lienzos caseros. Población: 49 vecinos, 210 almas. Contribución: con el ayuntamiento.
Diccionario geográfico-estadístico-histórico de España y sus posesiones de Ultramar